# Jacques Fickinger
 (juin 2020).
Jacques Fickinger, né le 19 décembre 1903 à Laval (Mayenne) et mort en service aérien commandé le 12 juin 1944 à El Aouina (Tunisie), était un aviateur français.

## Biographie
Jacques Fickinger intègre l'aéronautique militaire en 1922 (l'Armée de l'air ne sera créée qu'en 1934) et en part en 1929.
Pilote civil, il rejoint la société des avions Amiot (Société d'Emboutissage et de Constructions Mécaniques - SECM) et devient chef pilote. Il a le loisir de piloter de nombreux types d'avions.
En 1939, il est mobilisé en tant que lieutenant de réserveet devient le pilote personnel du général Catroux. Le 12 juin 1944, il trouve la mort accidentellement en effectuant une liaison entre Boufarik et la Corse avec son camarade Jean Réginensi,.
Il est enterré au cimetière ancien de Châtillon-Coligny (Loiret).

## Décoration
- Chevalier de la Légion d'honneur  (8 avril 1935)